# Little Cub Geyser
Little Cub Geyser est un geyser de type « cône » situé dans le Upper Geyser Basin dans le parc national de Yellowstone aux États-Unis.
Little Cub fait partie du Lion Group, un groupe de geysers partageant tous une connexion souterraine. Les autres geysers de ce groupe sont Lion Geyser, Lioness Geyser et Big Cub Geyser. La connexion entre Little Cub et Lion fait toujours l'objet de recherches.

## Éruptions
Les éruptions de Little Cub sont relativement fréquentes, avec un intervalle entre deux éruptions de 30 à 90 minutes, une durée d'environ 10 minutes et une hauteur d'environ 3 m. Il n'est pas possible de voir Little Cub depuis la passerelle de promenade. Les éruptions peuvent ainsi se produire sans avertissement bien qu'il crachote généralement un peu avant d'entrer en éruption. Ce crachotement devient de plus en plus fort, jusqu'à entraîner une éruption.